# بیل اوون (بازیگر)
بیل اوون (انگلیسی: Bill Owen (actor)؛ ۱۴ مارس ۱۹۱۴ – ۱۲ ژوئیهٔ ۱۹۹۹) یک هنرپیشه و ترانه‌سرا اهل انگلستان بود. وی بین سال‌های ۱۹۴۱ تا ۱۹۹۹ میلادی فعالیت می‌کرد.
از فیلم‌ها یا برنامه‌های تلویزیونی که وی در آن نقش داشته‌است، می‌توان به ای مرد خوش‌شانس!، جورجی دختر، کاملاً غریبه، درباره فیدل، در انتهای دوران میانسالی و نیم‌تنه رنگارنگ اشاره کرد.